# Square Jules-Durand
Le square Jules-Durand est un square du 14e arrondissement de Paris.

## Situation et accès
Le square est accessible par la rue Olivier-Noyer et par le 5, rue Léonidas.
Il est desservi par la ligne 4 à la station Alésia.

## Origine du nom
Il porte le nom du syndicaliste Jules Durand (1880-1926), condamné à mort puis innocenté. 

## Historique
Initialement dénommé « square Olivier-Noyer-Léonidas », du nom des rues Olivier-Noyer et Léonidas qui l'entourent, il prend le nom de « square Jules-Durand » le 30 mars 2016.